# Lisa's Belly
«Lisa's Belly» (укр. «Живіт Ліси») — п'ята серія тридцять третього сезону мультсеріалу «Сімпсони», прем'єра якої відбулась 24 жовтня 2021 року у США на телеканалі «Fox».

## Сюжет
Гомер будить всю сім'ю, щоб вирушити у поїздку до аквапарку «Riot Rivers» (укр. «Бурхливі ріки»), де він працював у юності. Однак, коли вони прибувають, Гомер виявляє, що парк перейменували у «Quiet Rivers» (укр. «Тихі ріки») і повністю переобладнали на тихе сімейне місце, без можливості поранитись. На щастя, Гомер таки знаходить стару гірку, найнебезпечніший атракціон, і наважується з Бартом і Лісою звідти з'їхати. Наприкінці спуску вони плескаються у каламутній воді. Коли вони возз'єднуються з Мардж з Меґґі, Барту і Лісі стає зле. У Спрінґфілдській лікарні з'ясовується, що діти захворіли харчовою інфекцією, що вимагає лікування стероїдами, які викликають тимчасове збільшення ваги.
За 4 тижні, перед початком нового навчального року, у дітей дуже виросли животи. Проводжаючи Лісу, Мардж з ніжністю каже, що дівчинка стала «жирненькою» (англ. «chunky»). Це підсвідомо змушує Лісу бути невпевненою через свою вагу.
Тим часом під час гри в баскетбол у Барта розривається рукав (від кремезних рук). Коли шкільні хулігани це помічають, то вважають, що Барт все літо нарощував м'язову масу. Барта відводять у шкільний підвал з прихованим тренажерним залом, де він може привести себе у форму.
Після невдалого шкільного дня Ліси Мардж вважає, що це занепокоєння викликане відсутністю шкільного одягу на новий навчальний рік. Вони вирушають до торгового центру, де Ліса не влазить навіть в одяг для десятирічних, що ще більше підкреслює проблему з вагою. Дівчинка вередує перед клієнтами та працівниками, тому Мардж забирає її додому.
Ліса розлючена повертається додому, тож Мардж посилає Гомера дізнатись, у чому проблема. Гомер про все дізнається і марно намагається самотужки розв'язати проблему. Однак, Ліса розуміє, що проблема полягає в тому, що вона занадто піклується про те, що думають люди. Гомер думає, що також огрядні Патті і Сельма могли б допомогти племінниці розв'язати проблему. Вони вчать Лісу, як не турбуватися про думку інших, тож Ліса заспокоюється і приймає себе…
Однак, коли вдома Мардж просить вибачення за те, що спричинила проблему, вона нагадує її, що незабаром Ліса знову стане «ідеальною» маленькою дівчинкою з «нормальною» вагою. Це випадково знову розв'язує проблему.
Ліса знову вередує у музичному магазині. Побачивши це, Луан ван Гутен розповідає Мардж про гіпнотерапевтку Венді Сейдж.
Тим часом коли Барт вчергове приходить до тренажерного залу, то дізнається, що хлопці роблять всі вправи, щоб сподобатись своїм дівчатам. Відчувши, що забіяки з ним не дружили, він втікає з підвалу і продовжує повільно грати в баскетбол.
Ліса і Мардж відвідують Венді Сейдж. Використавши гіпноз, вона переносить Сімпсонів у свідомість Ліси. Вони бачать величезне слово «Chunky», яке займає весь простір її розуму. Потім вони подорожують до розуму Мардж. У спогадах про дитинство, Мардж згадує, що її мати колись назвала її «простою» (англ. «plain»), і це слово було в її голові роками. Мардж і Ліса тепер знають почуття одна одної і люблять, а слова «Chunky» і «Plain» зменшуються.
У фінальній сцені показано, які образливі слова з дитинства є у головах інших персонажів. Слова з дитинства Гомера («тупий», «жирний», «ледачий») ніколи не впливали на Гомера, і він просто спить у гамаку.

## Виробництво
Венді Сейдж створена та озвучена Рене Ріджлі, актрисою, сценаристкою та дружиною продюсера «Сімпсонів» Метта Селмана. За словами Ріджлі, яка пережила рак молочної залози у реальному житті, її персонаж також «має всі ознаки того, хто пережив рак грудей: видимий шрам через порт-о-кат (пристрій, що використовується для проведення хімієтерапії), кучеряве волосся, яке відростає після хімієтерапії, одну молочну залозу». Ріджлі додала: «Сейдж є саме такою, якою вона є зараз. Відверто живучи одногрудою жінкою, вона випромінює послання прийняття та цілісності, яке відзначають окремі люди в маргіналізованих групах».

## Ставлення критиків і глядачів
Під час прем'єри серію переглянули 1,83 млн осіб з рейтингом 0.6, що зробило її найпопулярнішим шоу на каналі «Fox» тієї ночі.
Тоні Сокол з «Den of Geek» дав серії чотири з п'яти зірок, сказавши:
|  | Серія спрацьовує, тому що зцілення та прийняття Ліси приходить з найнеочікуваніших місць. Гомер, Патті і Сельма — такі, які вони є, і їм байдуже, як їх бачать інші. Це цінно, і повідомлення від них набагато ефективніше. Це дуже милий і зрілий епізод. |

Маркус Ґібсон із сайту «Bubbleblabber» дав серії оцінку 8/10, сказавши:
|  | Серія продовжує показувати жартівливі, але споріднені історії, які стосуються поточних проблем. Це ще один епізод, який забезпечив здоровий баланс між комедією та драмою з точки зору представлення проблем реального життя та психічного здоров'я. Жодна кількість шкідливих слів не може перешкодити цьому сезону протікати гладко. |

Згідно з голосуванням на сайті The NoHomers Club більшість фанатів оцінили серію на 4/5 із середньою оцінкою 3,54/5.